# Joan Jaramillo
Joan Sebastián Jaramillo Herrera (sinh 14 tháng 4 năm 1994) là một cầu thủ bóng đá Colombia hiện tại thi đấu cho câu lạc bộ Fortuna Liga FK Senica.

## Sự nghiệp

### FK Iskra Borčice
Anh đến Iskra Borčice vào mùa đông 2016, giúp đội bóng lên thi đấu ở hạng cao nhất của bóng đá Slovakia.

### MŠK Žilina
Ngày 27 tháng 5 năm 2016, MŠK Žilina thông báo ký hợp đồng với Joan Herrera, với bản hợp đồng nửa năm với lựa chọn có thể mua.